# Charles Dawson Booker
Charles Dawson Booker, parfois orthographié Charles Dawson-Booker) (21 avril 1897 - 13 août 1918) est un as anglais de la Première Guerre mondiale, crédité de 29 victoires aériennes. Au cours de sa brève carrière, il est promu à des postes de commandement malgré son très jeune âge. Il est finalement tué le 13 août 1918 à 21 ans.

## Biographie

### Jeunesse
Charles Dawson Booker est le fils de Joseph Dawson et Rachel C. Booker, dont il accolera les deux noms une fois adulte. Il naît à Burnt House Cottage, Speldhurst, dans le Kent. Dawson Booker passe cependant l'essentiel de sa jeunesse en Australie, fréquentant notamment la Melbourne Grammar School (en) de février 1908 à décembre 1911.
Il rentre en Angleterre à cette date, avec des parents, pour vivre à Tunbridge Wells et fréquente la Bedford School (en) jusqu'en 1915. Charles Dawson Booker s'engage dans le Royal Naval Air Service en septembre 1915. Au terme de sa formation, il obtient le grade de Flight sub-lieutenant (équivalent à enseigne de vaisseau).

### Première Guerre mondiale

#### Première période au front
Il sert d'abord sur la côte belge, avec la No. 5 Naval Wing, avant d'être transféré dans le No. 8 Squadron RNAS en mai 1916. L'unité est déplacée vers l'intérieur des terres en novembre de la même année. Dawson Booker doit cependant attendre près d'un an pour remporter sa première victoire : le 23 janvier 1917, il met hors de contrôle un Albatros D.III au nord-est de Bapaume. Il devient un as en avril 1917, en remportant quatre victoires sur ce seul mois, après être passé d'un Sopwith Pup à un Sopwith Triplan. Toujours aux commandes du même type d'appareil, Charles Dawson Booker remporte neuf autres victoires au cours du mois de mai et trois supplémentaires en juin. Dès cette période, il commande l'escadrille C de son squadron, malgré son jeune âge.

L'un de ses subordonnés le décrit ainsi :
Un petit bonhomme, habituellement très silencieux, qui n'a peur de rien, mais qui s'enfuirait à un kilomètre de n'importe quelle fille parce qu'il est si timide en leur compagnie, [et qui] espère que la guerre va continuer pour toujours parce qu'il aime les combats aériens, et que si la guerre devait prendre fin, il a peur de ne pas pouvoir trouver un emploi convenable
Pour les trois victoires qu'il a remporté le 24 mai 1917, Charles Dawson Booker est décoré le 22 juin de la Distinguished Flying Cross. Pour sa 21e victoire le 11 août, il blesse grièvement l'as allemand Adolf von Tutschek avant que son propre appareil ne soit touché par Viktor Schobinger (en). Tutschek met six mois à récupérer de sa blessure, tandis que Dawson Booker, indemne, réussit à ramener son Triplan gravement endommagé dans les lignes alliées. Son appareil personnalisé, qu'il avait surnommé « Maud » et avec lequel il avait remporté 14 victoires ne reprendra jamais les airs.
| Photo noir et blanc d'un avion triplan vu de trois quart dos · Profil couleur d'un avion triplan |

Charles Dawson Booker remporte cependant une 22e victoire le 18 août, puis une 23e le 27 septembre, sur Sopwith Camel cette fois, lors de laquelle il abat et fait prisonnier Hans Waldhausen (en). Peu de temps après, le No. 8 Squadron RNAS est placé au repos en Angleterre, pour plusieurs mois.

### Retour au front
Après quelques mois passés au repos en Angleterre, Charles Dawson Booker revient en France pour prendre la tête d'un escadron, alors qu'il n'a pas encore 21 ans. Il reçoit le commandement du No. 1 Squadron RNAS (en), une unité qui devient dès le 1er avril le No. 201 Squadron RAF lorsque le RNAS et le RFC fusionnent pour former la Royal Air Force.
Dawson Booker doit attendre mai pour remporter ses 24e et 25e victoires (respectivement le 15 et 23 mai). Le 27, il doit identifier le corps de son ami, Robert A. Little, qui vient d'être tué au combat. Il remporte sa 26e victoire le 31 juillet 1918 en abattant un Fokker D.VII au sud-ouest d'Armentières.

### Mort
Le 13 août 1918, Charles Dawson Booker accompagne un pilote récemment arrivé au front pour lui faire découvrir le secteur d'opération du No. 201 Squadron. Au cours de cette mission, les deux hommes sont engagés par un large groupe de chasseurs allemands. Charles Dawson Booker essaie d'attirer sur lui l'essentiel de l'attention allemande pour couvrir la fuite du nouveau pilote. Au cours du combat, il réussit à abattre trois Fokker avant d'être lui-même abattu par Ulrich Neckel (en), le commandant de la Jagdstaffel 19. Les trois dernières victoires de Dawson Booker sont reconnues par son escadron dans une lettre envoyée à la Bedford School (en) pour décrire les circonstances de sa mort. Son tableau de chasse final s'élève donc à 29 victoires aériennes.
Charles Dawson Booker est enterré au cimetière britannique de Vignacourt, dans la Somme.